# 笑福亭生寿
笑福亭 生寿（しょうふくてい せいじゅ、1983年11月21日 - ）は、上方落語協会に所属する落語家。笑福亭生喬門下。本名は絹谷 亮介。

## 経歴
- 2007年
  - 2月15日、笑福亭生喬に入門。
  - 3月、「茶臼山でまるかじり」にて「犬の目」で初舞台。

## 人物
- 宝塚歌劇団の大ファン。年に1度、繁昌亭にて行われる「花詩歌タカラヅカ」においては、娘役トップスター「高原 らな」として宝塚の演目を台本通りに踊りや歌もかなりの研究心で忠実に再現している。古典落語である「天王寺詣り」「蔵丁稚」「寿限無」などの演目をタカラヅカ仕立てでかける事ができる。
- 麻雀が好きである。
- 将棋が好き。尊敬する棋士は木村一基で、サインに書き込む「冬夏青青」は木村九段の揮毫を由来とする。また、年齢の近い渡辺明も応援している。YouTubeでの酒飲み配信「リアルらくだ」では、背景に両棋士のサイン入り扇子が飾られている。

## 受賞歴
- 2022年8月　第8回上方落語若手噺家グランプリ2022 優勝[1][2][3]